# Bussau
Bussau ist ein Ortsteil der Gemeinde Clenze im Landkreis Lüchow-Dannenberg, Niedersachsen. Das Rundlingsdorf liegt 2,5 km nordöstlich der Ortslage von Clenze.

## Dorfkundliche Beschreibung
Bussau ist eines der Vorzeigedörfer der historisch-geographischen Siedlungsforschung im Wendland.
7 stattliche Hallenhäuser (Vierständer) gruppieren sich giebelständig im Kreis um den zentralen Dorfplatz, der nur über eine enge Einfahrt erreichbar ist. An dieser Einfahrt liegt ein weiterer Hof, ein kleinerer Kossätenhof. Erhalten ist auch die historische Struktur der Grundstücksparzellen, die sich keilförmig vom Dorfplatz nach außen erstrecken. Drei Parzellen verlaufen gekrümmt, um allen Höfen einen gleichen Zugang zur Feuchtwiese und zu den Hofwäldern südlich des Dorfes zu ermöglichen. Außerhalb des Rundlings liegen die Kirche (nordwestlich) und die Mühle (südöstlich), die beide nicht mehr in dieser Funktion genutzt werden, sowie weitere (jüngere) Gebäude.
Die erhaltenen Hallenhäuser sind im Wesentlichen als (Neu-)Bauten des 19. Jahrhunderts erhalten. Sie repräsentieren den wirtschaftlichen Wohlstand des Dorfes in dieser Zeit.

## Geschichte
Die Tafel auf dem Dorfplatz gibt an, dass Bussau zum ersten Mal 1330 bzw. 1352 urkundlich erwähnt wird.
Am 1. Juli 1972 wurde Bussau in die Gemeinde Clenze eingegliedert.

## Einzelnachweise

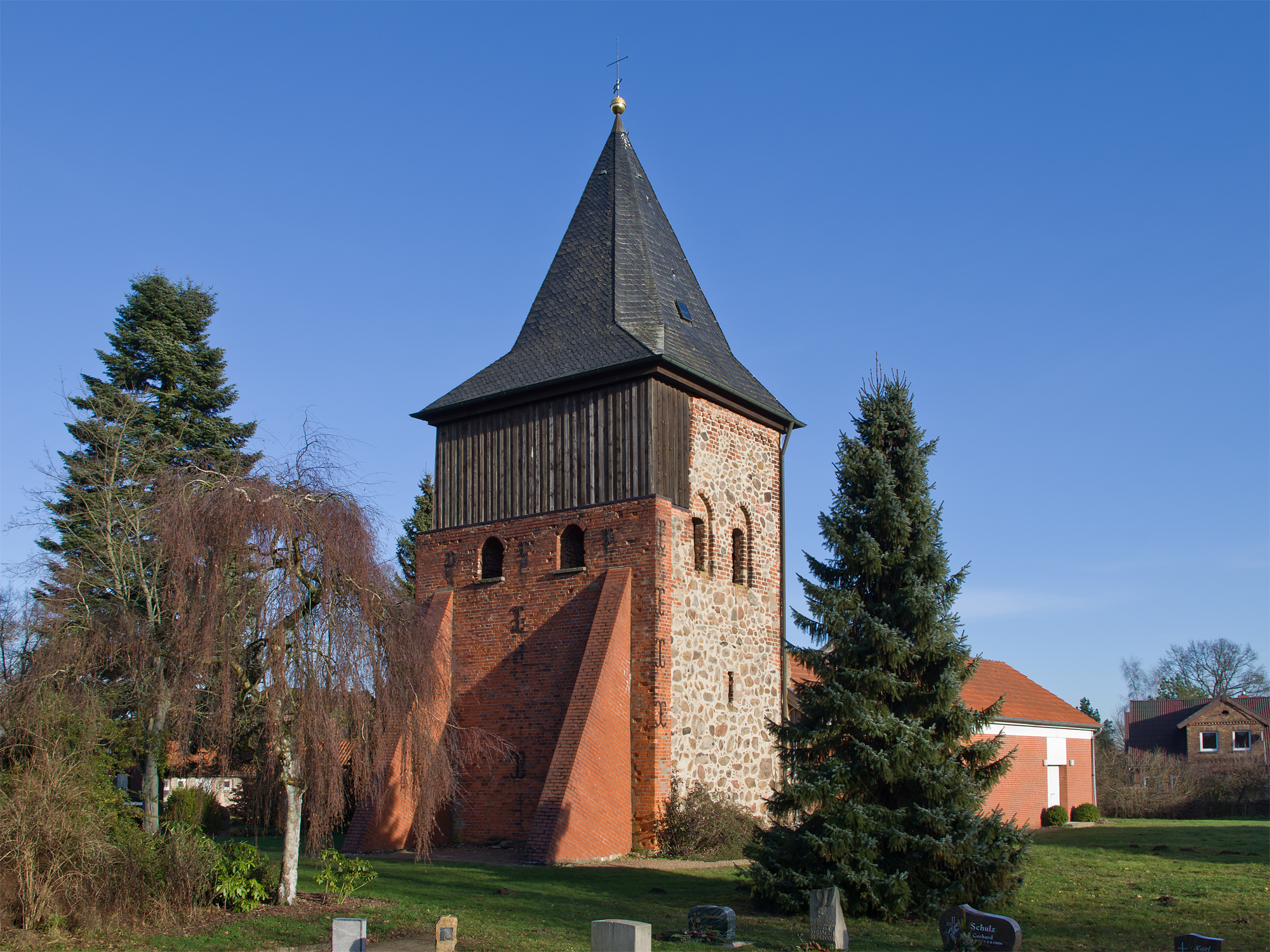
Bussauer Kirche
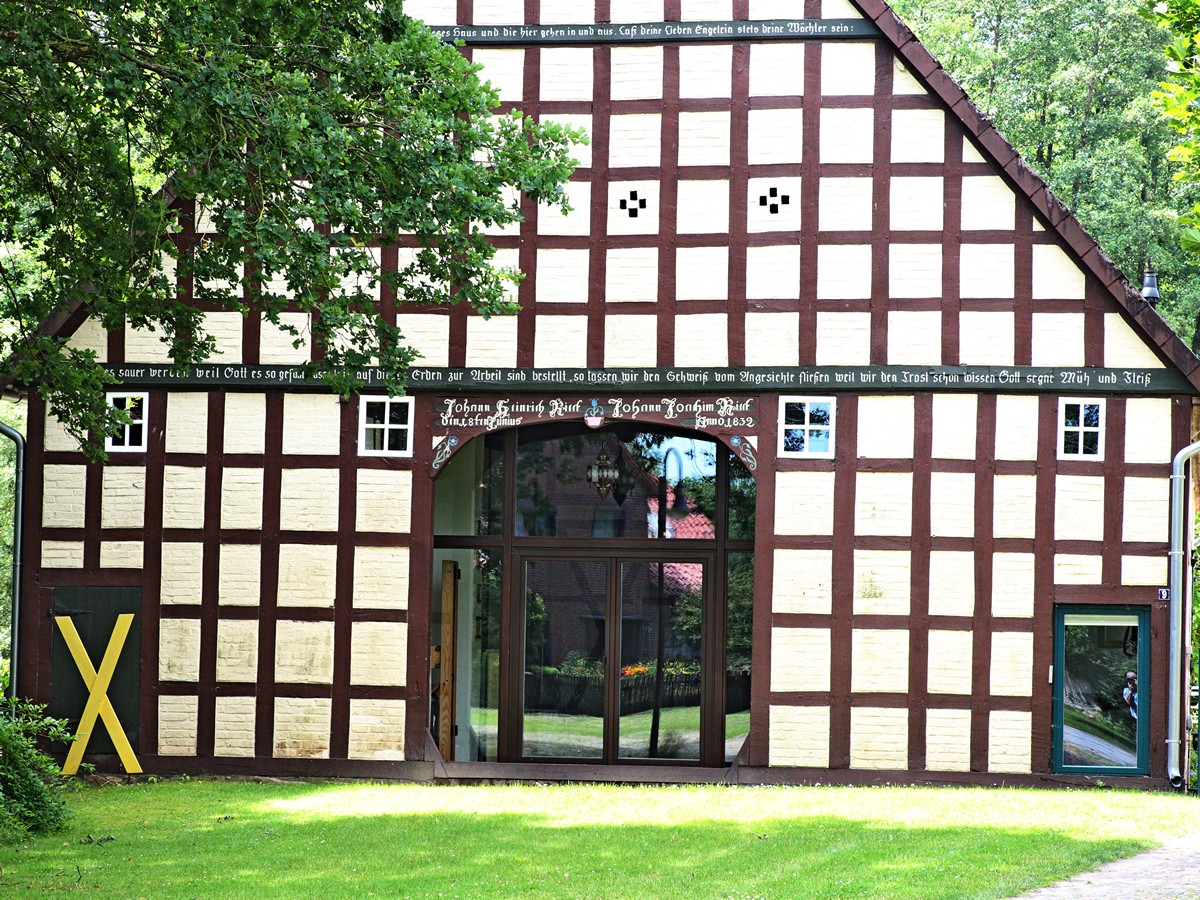
Hallenhaus
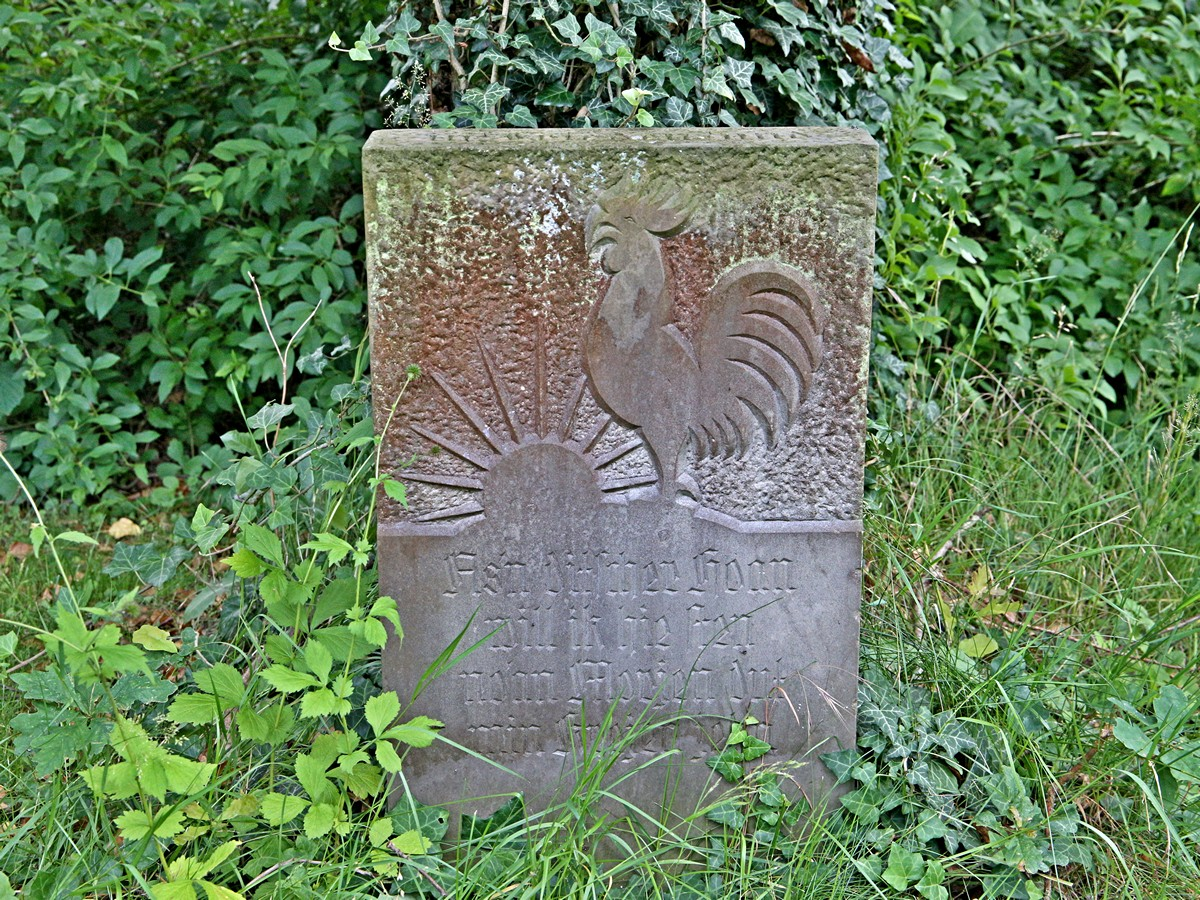
„Nach Osten will ich kräh'n“ (1979)
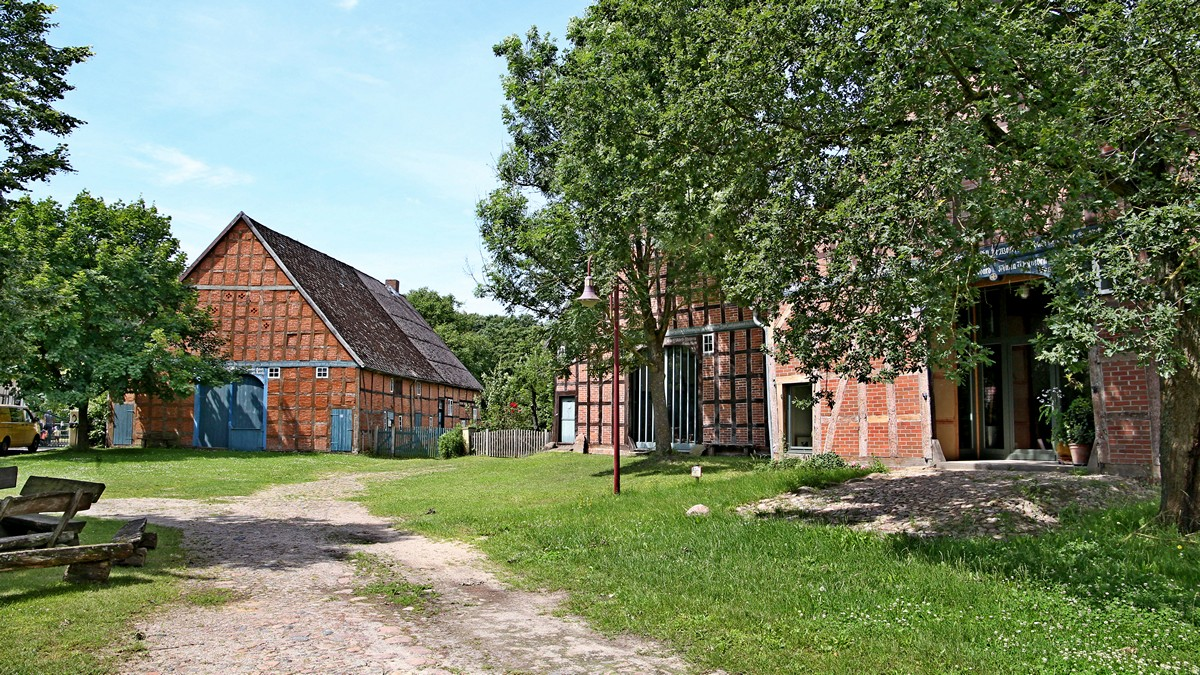
Dorfplatz (2017)